# مصفوفة (رياضيات)
في الرياضيات، المصفوفة (بالإنجليزية: Matrix)‏ هي تنظيم مستطيلي من الأعداد  تنتمي إلى حقل تبادلي ، كحقل الأعداد الحقيقية أو المركبة، منظمة بشكل أعمدة وصفوف. يُسمى كل عنصر من هذا المجموعة بمدخلٍ للمصفوفة.

## ترميز
يرمز لمجموعة المصفوفات في الرياضيات التي تتكون من m سطور ، n عمود بالرمز التالي : 
{\displaystyle \mathbb {M} _{m\times n}(\mathbb {K} )}
حيث K , يمثل حقل الأعداد التي تنتمي إليه مدخلات المصفوفة

## أمثلة
```
فيما يلي، على سبيل المثال، مصفوفة تحتوي على صفين وعلى ثلاثة أعمدة:
```

{\displaystyle {\begin{bmatrix}1&9&13\\20&55&4\end{bmatrix}}}
مثالا على المدخلات في المصفوفة أعلاه 1, 9, 13, 20, 55 ,4. يدل عادة على أي مدخل في مصفوفة ما باسم المصفوفة بحرف لاتيني صغير وأسفله رقمين صغيرين بحيث يمثل العدد الأول رقم الصف والثاني رقم العمود مثل الشكل المرفق.
ويعرف عدد الأسطر في عدد الأعمدة برتبة المصفوفة أو قياس المصفوفة. مثال ذلك المصفوفة المحتوية على 4 أسطر و 3 أعمدة قياسها هو 4*3 ويمكن إجراء عمليتي الجمع والطرح على المصفوفات المتساوية القياس. كما يمكن ضرب المصفوفات بأنسجام معين في القياس. ولهذه العمليات العديد من خصائص الحساب العادي، باستثناء أن ضرب المصفوفات ليس بعملية تبديلية، وبشكل عام يمكن أن نقول أن A.B لا يساوي B.A. تعرف المصفوف المؤلفة من صف واحد أو عمود واحد بمتجه. أما المصفوفة ذات القياس الأكبر تعرف بموتر.
تعتبر المصفوفات من إحدى أهم المفاهيم في الجبر الخطي. فيمكن أن تستخدم المصفوفات في حل مسائل  النقل الخطي. يتوافق ضرب المصفوفات مع التحويل الخطي الدالة المركبة. كما يمكن للمصفوفات تتبع المعاملات في نظام المعادلات الخطية
يمكن تعريف المصفوفة عامة، على أنها دالة رياضية خطية تحول مجموعة بداية أي انطلاق (مجال) إلى مجموعة وصول أو صورة (مدى). مجموعة الانطلاق والوصول يمكن أن تكون متكونة من أعداد صحيحة أو عقدية أو متجهات من الأعداد كما يمكن أن تكون هاتان المجموعتان متكونة بدورها من دواف رياضية أو متجهات دوال رياضية. ويمكن أن نرمز للمصفوفة بمعقوفتين، يكتب بينهما عناصر المصفوفة كما هو مبين أسفله:

{\displaystyle {\begin{bmatrix}{a}_{11}&{a}_{12}&\cdots &{a}_{1n}\\{a}_{21}&{a}_{22}&\cdots &{a}_{2n}\\\vdots &\ddots &\ddots &\vdots \\{a}_{m1}&{a}_{m2}&\cdots &{a}_{mn}\end{bmatrix}}}

حيث {\displaystyle {a}_{ij}} يمكن أن تكون أعدادا صحيحة أو مركبة.

## تعريف
المصفوفة هي مستطيل لمجموعة من الأعداد على هيئة صفوف وأعمدة محصورة بين المعقوفتين . على سبيل المثال:
{\displaystyle \mathbf {A} ={\begin{bmatrix}9&8&6\\1&2&7\\4&9&2\\6&0&5\end{bmatrix}}}
يمكن أن توضع المصفوفة بين معقوفتين أو بين قوسين هلاليين
{\displaystyle \mathbf {A} ={\begin{pmatrix}9&8&6\\1&2&7\\4&9&2\\6&0&5\end{pmatrix}}}
تسمى الخطوط الأفقية في المصفوفة بالأسطر بينما الخطوط العمودية باسم الأعمدة. أما الأعداد فتدعى مدخلات المصفوفة أو عناصر المصفوفة. ترمز إلى مصفوفة بحرف لاتيني كبير ، و مدخلات المصفوفة يوضع تحتها عددين طبيعيين على شكل جداء هما m و n حيث m هو عدد الصفوف و n عدد الأعمدة.
```
وبالتالي تعرف المصفوفة بعدد الصفوف والأعمدة (
m
 
×
 
n مصفوفة), وتعرف m و n بأبعاد المصفوفة. فأبعاد المصفوفة أعلاه هي 3*4 أي 4 أسطر و 3 أعمدة.
```

أما المصفوفة ذات العمود الواحد تحدد بالشكل (m × 1 مصفوفة) وتعرف باسم المصفوفة العمودية. بينما المصفوفة المؤلفة من صف وحيد و n عمود تحدد بالشكل (a 1 × n مصفوفة) وتعرف باسم المصفوفة الصفية
.
المصفوفة هي جدول من المدخلات، قد تكون أعدادا حقيقية أو أعدادا مركبة.

### حيز المصفوفة
هو عدد الصفوف والأعمدة المكونة لهذه المصفوفة التي تحتوى على m من الصفوف و n من الأعمدة والحيز m*n وتكتب (A (m*n.
إذا ساوى عددُ الصفوف عددَ الأعمدة، فإن المصفوفة تصبح مصفوفةً مربعةً.

## المصفوفة كتطبيق (دالة)
في الجبر الخطي، يمكن اعتبار المصفوفة كتمثيل رياضي لتحويل خطي بين فضاءين. إذا كان لدينا تحويل خطي {\displaystyle T:V\to W} بين فضاءين متجهين {\displaystyle V} و {\displaystyle W}، يمكن تمثيل هذا التحويل بواسطة مصفوفة إذا كان لدينا قاعدة مُعطاة لهذين الفضاءين. المصفوفة تُستخدم لتطبيق التحويل على المتجهات في الفضاء الأول وتحويلها إلى الفضاء الثاني.
على سبيل المثال، إذا كان لدينا تحويل خطي {\displaystyle T} بين فضاءين {\displaystyle \mathbb {R} ^{n}} و {\displaystyle \mathbb {R} ^{m}}، يمكن تمثيله بواسطة مصفوفة {\displaystyle A} من الحجم {\displaystyle m\times n}. إذا كان المتجه {\displaystyle \mathbf {x} \in \mathbb {R} ^{n}}، فإن تطبيق التحويل الخطي على هذا المتجه يُمكن تمثيله باستخدام المصفوفة كالتالي:
{\displaystyle T(\mathbf {x} )=A\mathbf {x} }
حيث {\displaystyle A} هي المصفوفة التي تمثل التحويل، و {\displaystyle \mathbf {x} } هو المتجهة المدخلة، و {\displaystyle T(\mathbf {x} )} هي المتجهة الناتجة بعد تطبيق التحويل.

## العمليات على المصفوفات

### المصفوفات الجزئية
{\displaystyle \mathbf {A} ={\begin{bmatrix}\color {red}{1}&2&\color {red}{3}&{\color {red}4}\\\color {red}{5}&6&{\color {red}7}&{\color {red}8}\\9&10&11&12\end{bmatrix}}\rightarrow {\begin{bmatrix}1&3&4\\5&7&8\end{bmatrix}}}
انظر إلى محدد (مصفوفات).

### الجمع
لكى يمكن جمع مصفوفتين،فلابد أن يكونا من نفس القياس. ويعرف حاصل جمع مصفوفتين بأنه المصفوفة الناتجة عن جمع العناصر المتناظرة في المصفوفتين. فيتم جمع العناصر الناتجة عن تقاطع نفس الأعمدة والأسطر في كلا المصفوفتين وفق القاعدة:

{\displaystyle {\begin{bmatrix}{a}_{11}&{a}_{12}&\cdots &{a}_{1n}\\{a}_{21}&{a}_{22}&\cdots &{a}_{2n}\\\vdots &\ddots &\ddots &\vdots \\{a}_{m1}&{a}_{m2}&\cdots &{a}_{mn}\end{bmatrix}}} + {\displaystyle {\begin{bmatrix}{b}_{11}&{b}_{12}&\cdots &{b}_{1n}\\{b}_{21}&{b}_{22}&\cdots &{b}_{2n}\\\vdots &\ddots &\ddots &\vdots \\{b}_{m1}&{b}_{m2}&\cdots &{b}_{mn}\end{bmatrix}}}= {\displaystyle {\begin{bmatrix}{a}_{11}+{b}_{11}&{a}_{12}+{b}_{12}&\cdots &{a}_{1n}+{b}{1n}\\{a}_{21}+{b}_{21}&{a}_{22}+{b}_{22}&\cdots &{a}_{2n}+{b}_{2n}\\\vdots &\ddots &\ddots &\vdots \\{a}_{m1}+{b}_{m1}&{a}_{m2}+{b}_{m2}&\cdots &{a}_{mn}+{b}_{mn}\end{bmatrix}}}

.
فعلى سبيل المثال إذا كان
ِ{\displaystyle A={\begin{bmatrix}1&2&3\\0&-1&2\end{bmatrix}}}
,{\displaystyle B={\begin{bmatrix}0&-1&2\\7&2&3\end{bmatrix}}}
فإن {\displaystyle C=A+B={\begin{bmatrix}1&1&5\\7&1&5\end{bmatrix}}}

### الضرب

#### ضرب مصفوفة وحيدة العنصر مع مصفوفة متعددة العناصر
يُضرب العنصر الوحيد مع كل عنصر من عناصر المصفوفة، وتكون النتيجة مصفوفة جديدة تحوي العدد نفسه من العناصر.
{\displaystyle {\begin{bmatrix}5&3&2\\1&7&6\end{bmatrix}}*2={\begin{bmatrix}10&6&4\\2&14&12\end{bmatrix}}}

#### ضرب مصفوفة في مصفوفة

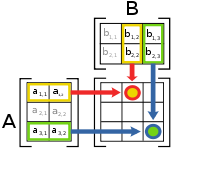
رسم تخطيطي يوضح طريقة ضرب مصفوفة A بمصفوفة B.

- ضرب المصفوفات غير تبادلي كالضرب الإعتيادي في حقل الأعداد الحقيقية.
- من أجل إيجاد ناتج ضرب مصفوفتين (وهو مصفوفة)، يجب أن يتحقق الشرط التالي:

عدد الأعمدة في المصفوفة الأولى = عدد الأسطر في مصفوفة الثانية.
بفرض A مصفوفة من الشكل m x n، وB مصفوفة من الشكل p x q، فمن أجل إيجاد {\displaystyle A*B}، يجب أن يكون n=p.
سنبدأ في البداية بضرب مصفوفة وحيدة السطر مع مصفوفة وحيدة العمود، فبفرض A وB مصفوفتان، حيث:
{\displaystyle A={\begin{bmatrix}a_{1}&a_{2}&a_{3}\end{bmatrix}}}
{\displaystyle B={\begin{bmatrix}b_{1}\\b_{2}\\b_{3}\end{bmatrix}}}
فيكون:
{\displaystyle A*B={\begin{bmatrix}(a_{1})(b_{1})+(a_{2})(b_{2})+(a_{3})(b_{3})\end{bmatrix}}}
ونلاحظ أن المصفوفة الناتجة هي مصفوفة وحيدة العنصر، وبالتالي، فإن ضرب مصفوفة وحيدة السطر مع مصفوفة وحيدة العمود ينتج مصفوفة وحيدة العنصر.
أما عند ضرب مصفوفتين متعددة العناصر (وبفرض تحقق شروط الضرب)، فعندئذ، نقوم بتقسيم المصفوفة الأولى إلى سطور، والثانية إلى أعمدة، ونقوم بضرب الصف الأول بالعمود الأول (والنتيجة هي العنصر a_11 من النتيجة)، ثم نقوم بضرب الصف الأول مرة أخرى بالعمود الثاني (والنتيجة هي العنصر a_12 من النتيجة، وهكذا.
مثال توضيحي بالرموز:
بفرض:
{\displaystyle A={\begin{bmatrix}{a}_{11}&{a}_{12}&{a}_{13}\\{a}_{21}&{a}_{22}&{a}_{23}\end{bmatrix}}}
{\displaystyle B={\begin{bmatrix}{b}_{11}&{b}_{12}\\{b}_{21}&{b}_{22}\\{b}_{31}&{b}_{32}\end{bmatrix}}}
فيكون:
{\displaystyle A*B={\begin{bmatrix}({a}_{11}\times {b}_{11}+{a}_{12}\times {b}_{21}+{a}_{13}\times {b}_{31})&({a}_{11}\times {b}_{12}+{a}_{12}\times {b}_{22}+{a}_{13}\times {b}_{32})\\({a}_{21}\times {b}_{11}+{a}_{22}\times {b}_{21}+{a}_{23}\times {b}_{31})&({a}_{21}\times {b}_{12}+{a}_{22}\times {b}_{22}+{a}_{23}\times {b}_{32})\end{bmatrix}}}
مثال
{\displaystyle {\begin{bmatrix}1&0&2\\-1&3&1\\\end{bmatrix}}\times {\begin{bmatrix}3&1\\2&1\\1&0\\\end{bmatrix}}={\begin{bmatrix}(1\times 3+0\times 2+2\times 1)&(1\times 1+0\times 1+2\times 0)\\(-1\times 3+3\times 2+1\times 1)&(-1\times 1+3\times 1+1\times 0)\\\end{bmatrix}}}
{\displaystyle ={\begin{bmatrix}5&1\\4&2\\\end{bmatrix}}.}

### منقول مصفوفة
منقول مصفوفة ما هو المصفوفة الناتجة عن المصفوفة Amxn بعد أن يتم تبديل الأعمدة بالأسطر وبالتالي تصبح Anxm ويرمز لها بالرمز AT. يلاحظ أن العنصر الذي يقع في الصف i والعمود j في المصفوفة A، سيقع في الصف j والعمود i في منقول المصفوفة.
.
على سبيل المثال، منقول المصفوفة A = {\displaystyle {\begin{bmatrix}1&9&13\\20&55&4\end{bmatrix}}}
هو المصفوفة{\displaystyle {\begin{bmatrix}1&20\\9&55\\13&4\\\end{bmatrix}}}
من خواص منقول المصفوفة:
- منقول مجموع مصفوفتين هو مجموع منقول هاتين المصفوفتين أي أن :

A+B)T = AT + BT)
- منقول حاصل ضرب مصفوفتين يساوي حاصل ضرب المصفوفتين بشكل معاكس لمنقولهما أي:

A.B)T = BT × AT)

## تعريف
معكوس المصفوفة الضربي  هي مصفوفة حيث يكون حاصل 
ضربيهما يساوي مصفوفة الوحدة.

## ملاحظة
لا يمكن الحديث عن المعكوس إلا في حالة المصفوفات المربعة.

## خاصيات و مبرهنات
المصفوفة A، مصفوفة قابلة للعكس إذا، وفقط إذا وجدت مصفوفة B تحقق العلاقة التالية:
AB = In
في هذه الحالة، تسمى المصفوفة B معكوس المصفوفة A ويرمز لها بالرمز A−1.
```
يكون للمصفوفة المربعة من الدرجة n إذا كانت 
مصفوفة غير شاذة
 ويكون معكوسها وحيد. ويحسب معكوس المصفوفة من العلاقة :
[
5
]
```

{\displaystyle \mathbf {A} ^{-1}={1 \over {\begin{vmatrix}\mathbf {A} \end{vmatrix}}}\left(\mathbf {C} ^{\mathrm {T} }\right)_{ij}={1 \over {\begin{vmatrix}\mathbf {A} \end{vmatrix}}}\left(\mathbf {C} _{ji}\right)={1 \over {\begin{vmatrix}\mathbf {A} \end{vmatrix}}}{\begin{pmatrix}\mathbf {C} _{11}&\mathbf {C} _{21}&\cdots &\mathbf {C} _{n1}\\\mathbf {C} _{12}&\mathbf {C} _{22}&\cdots &\mathbf {C} _{n2}\\\vdots &\vdots &\ddots &\vdots \\\mathbf {C} _{1n}&\mathbf {C} _{2n}&\cdots &\mathbf {C} _{nn}\\\end{pmatrix}}}
حيث |A| محدد المصفوفة A وCij المصفوفة المرافقة:
و يكون بالتالي معكوس المصفوفة المربع ذات الدرجة الثاني :
{\displaystyle \mathbf {A} ^{-1}={\begin{bmatrix}a&b\\c&d\\\end{bmatrix}}^{-1}={\frac {1}{ad-bc}}{\begin{bmatrix}\,\,\,d&\!\!-b\\-c&\,a\\\end{bmatrix}}.}
يمتاز معكوس المصفوفة بالخصائص التالية:
- معكوس معكوس مصفوفة هو المصفوفة الأصلية نفسها أي:

{\displaystyle \left(\mathbf {A} ^{-1}\right)^{-1}=\mathbf {A} }.
- منقول معكوس مصفوفة يساوي إلى معكوس منقول المصفوفة أي:

{\displaystyle (\mathbf {A} ^{\mathrm {T} })^{-1}=(\mathbf {A} ^{-1})^{\mathrm {T} }\,}
- معكوس جداء مصفوفتين يساوي إلى حاصل ضرب معكوس المصفوفة الثانية في معكوس المصفوفة الأولى أي:

{\displaystyle \left(\mathbf {AB} \right)^{-1}=\mathbf {B} ^{-1}\mathbf {A} ^{-1}}

## مثال على تحويل من مجموعة انطلاق إلى مجموعة وصول
لنعتبر مثلا الشعاع التالي:

{\displaystyle V={\begin{bmatrix}{s}_{1}\\{s}_{2}\\{s}_{3}\\{s}_{4}\end{bmatrix}}\in {R}^{4}}

و المصفوفة التالية:
{\displaystyle A={\begin{bmatrix}{a}_{11}&{a}_{12}&{a}_{13}&{a}_{14}\\{a}_{21}&{a}_{22}&{a}_{23}&{a}_{24}\end{bmatrix}}}
عملية تحويل الشعاع تتم على نحو النحو التالي:

{\displaystyle X=A*V={\begin{bmatrix}{a}_{11}&{a}_{12}&{a}_{13}&{a}_{14}\\{a}_{21}&{a}_{22}&{a}_{23}&{a}_{24}\end{bmatrix}}{\begin{bmatrix}{s}_{1}\\{s}_{2}\\{s}_{3}\\{s}_{4}\end{bmatrix}}={\begin{bmatrix}{a}_{11}{s}_{1}+{a}_{12}{s}_{2}+{a}_{13}{s}_{3}+{a}_{14}{s}_{4}\\{a}_{21}{s}_{1}+{a}_{22}{s}_{2}+{a}_{23}{s}_{3}+{a}_{24}{s}_{4}\end{bmatrix}}}
وهكذا نكون قد حولنا شعاعا V ينتمي إلى {\displaystyle {R}^{4}} إلى شعاع X ينتمي إلى ال {\displaystyle {R}^{2}}. أما عامة إذا كانت المصفوفة تحتوي على عدد m من الأسطر و n من الأعمدة فإنها تحول مجموعة الانطلاق المكونة من أشعة تنتمي إلى ال {\displaystyle {K}^{n}} إلى مجموعة الوصول المتكونة من أشعة تنتمي إلى ال {\displaystyle {K}^{m}}.

كما يمكن اعتبار المصفوفات نوعا خاصا من التنسورات ألا وهي التنسورات من الدرجة الثانية

## المعادلات الخطية
إذا وضع عدد من المتغيرات x في متجه عمودي حيث n عدد المتغيرات وبذلك يتكون المتجه من المتغيرات x2,..., xn, و A مصفوفة ذات قياس nxm بحيث تتألف مدخلات المصفوفة من ثوابت المتغيرات، و b متجه عمودي يتألف من ثوابت المعادلات فإن:
Ax = b
بحيث:
a1,1x1 + a1,2x2 +... + a1,nxn = b1
و
am,1x1 + am,2x2 +... + am,nxn = bm.

## المصفوفة المربعة
المصفوفة المربعة هي مصفوفة تحوي نفس العدد من الأسطر والأعمدة. فالمصفوفة {\displaystyle n\times n} تعرف بمصفوفة مربعة ذات بعد n. يمكن جمع أو ضرب أي مصفوفتين مربعتين لهما نفس البعد. وتدعى المصفوفة A مصفوفة قابلة للعكس إذا وجدت مصفوفة B تحقق العلاقة التالية:
AB = In
و تدعى المصفوفة B بمقلوب المصفوفة A ويرمز لها بالرمز A−1. ** المصفوفة المنفردة :
المصفوفة المربعة التي ليس لها نظير ضربي تسمى مصفوفة منفردة.
والمصفوفة المربعة التي لها نظير ضربي تسمى غير منفردة.
- - نظرية :

تكون المصفوفة A مصفوفة منفردة إذا وفقط إذا كان محددها يساوي صفرا.

### الأنواع الرئيسية للمصفوفات المربعة
| الاسم              | مثال حيث n = 3                                                                                    |
| ------------------ | ------------------------------------------------------------------------------------------------- |
| مصفوفة قطرية       | {\displaystyle {\begin{bmatrix}a_{11}&0&0\\0&a_{22}&0\\0&0&a_{33}\\\end{bmatrix}}}                |
| مصفوفة مثلثية سفلى | {\displaystyle {\begin{bmatrix}a_{11}&0&0\\a_{21}&a_{22}&0\\a_{31}&a_{32}&a_{33}\\\end{bmatrix}}} |
| مصفوفة مثلثية عليا | {\displaystyle {\begin{bmatrix}a_{11}&a_{12}&a_{13}\\0&a_{22}&a_{23}\\0&0&a_{33}\\\end{bmatrix}}} |

#### المصفوفة المثلثية والمصفوفة القُطرية
- المصفوفة الصفرية.
- مصفوفه العمود.

#### مصفوفة الوحدة
{\displaystyle \mathbf {I} _{1}={\begin{bmatrix}1\end{bmatrix}},\ \mathbf {I} _{2}={\begin{bmatrix}1&0\\0&1\end{bmatrix}},\ \ldots ,\ \mathbf {I} _{n}={\begin{bmatrix}1&0&\cdots &0\\0&1&\cdots &0\\\vdots &\vdots &\ddots &\vdots \\0&0&\cdots &1\end{bmatrix}}}
جميع عناصر القطر الرئيسي في مصفوفة وحدة تساوي الواحد.

### العمليات الأساسية على المصفوفات المربعة

#### أثر مصفوفة
يدعى مجموع عناصر القطر الرئيسي للمصفوفة بأثر المصفوفة (tr(A وبما أن الأثر الناتج عن مصفوفتين مستقل فإن ضرب أثري مصفوفتين هو عملية تبديلية أي : (tr(AB) = tr(BA. كما أن أثر مصفوفة يساوي أثر منقول المصفوفة
tr(A) = tr(A)T

#### محدد مصفوفة
حساب قيمة محدد الدرجة الثالثة:
	هناك طريقتان لحساب محدد مصفوفة من الدرجة الثالثة
الطريقة الأولى:
1. نكرر كتابة العمود الأول والثاني على الترتيب بعد العمود الثالث.
2. نكون مجموع حاصل ضرب العناصر الواقعة على الخطوط المستقيمة المتجهة من اليسار إلى اليمين ونطرح منه مجموع حاصل ضرب العناصر الواقعة على الخطوط المستقيمة المتجهة من اليمين إلى اليسار.

{\displaystyle {\begin{bmatrix}a_{11}&a_{12}&a_{13}&a_{11}&a_{12}\\a_{21}&a_{22}&a_{23}&a_{21}&a_{22}\\a_{31}&a_{32}&a_{33}&a_{31}&a_{32}\\\end{bmatrix}}}
الطريقة الثانية:
ملحوظة:
	الطريقة الأولى لا تصلح للتطبيق على محددات المصفوفات ذات الدرجة الاعلى من 3×3.
حيث بينما الطريقة الثانية يمكن تعميمها على محدد أي مصفوفة مع الاستفادة من خواص المحددات السابقة للتقليل من العمليات الحسابية.
الفك عن طريق المتعاملات:
	إذا كانت مصفوفة من الدرجة
نفرض أن هي المصفوفة الناتجة من المصفوفة A بعد حذف الصف رقمi والعمود رقم j في لمصفوفة A المحدد تسمى المحددة الصغرى للعنصر ويعرف متعامل العنصر بأنه
ولأي مصفوفة مربعة يتحقق الآتي
مجموع حاصل ضرب عناصر أي صف أو عمود في متعاملاتها يعطي قيمة المحدد أي انه إذا كانت مصفوفة من الدرجة فان
1. ويسمى مفكوك المحدد حول الصف رقم i
2. ويسمى مفكوك الصف حول العمود

بالنسبة للمصفوفات التي تكون من الدرجة الرابعة أو أكثر يستحسن تحويلها إلى مصفوفة مثلثية لتبسيط حساب المحدد وبالتالي يصبح يساوي جداء عناصر القطر الرئيسي للمصفوفة المثلثية الجديدة

#### القيم الذاتية والمتجهات الذاتية لمصفوفة
إذا توفر {\displaystyle Av=\lambda v} حيث {\displaystyle \lambda } هو عدد حقيقي و حيث {\displaystyle v} هو متجه، فإنه يُقال أن {\displaystyle \lambda } هو قيمة ذاتية للمصفوفة {\displaystyle A} وأن المتجه {\displaystyle v} هو متجه ذاتي للمصفوفة {\displaystyle A}.
{\displaystyle \det(\mathbf {A} -\lambda \mathbf {I} )=0.}
انظر إلى متعددة حدود مميزة.

## تطبيقات
للمصفوفات العديد من التطبيقات في الرياضيات وفي غيرها من العلوم.

### نظرية المخططات

مخطط غير موجه مع مصفوفة القُرب المنبثقة عنه

### التحليل والهندسة
انظر إلى اشتقاق من الدرجة الثانية.
{\displaystyle H(f)=\left[{\frac {\partial ^{2}f}{\partial x_{i}\,\partial x_{j}}}\right].}

### البصريات الهندسية
انظر إلى بصريات هندسية.

## التاريخ
استخدمت المصفوفات منذ تاريخ طويل في حلحلة المعادلات الخطية. فأقدم شكل لاستخدام المصفوفات في حلحلة المعادلات نص صيني يدعى الفصول التسعة في فن الرياضيات.
كما تضمن مبدأ المحددات والذي يرجع تاريخه إلى ما بين 300 قبل الميلاد إلى 200 ميلادي. في سنة 1683 نَشر بحثا عن المصفوفات عالم الرياضيات الياباني سيكي تاكاكازو. بعد ذلك، نَشر بحوثا متعلقة بالمصفوفات العالم الألماني جوتفريد لايبنتز في سنة 1693. ومن ثم نشر غابرييل كرامر قواعده في الحساب سنة 1750.
ركزت نظريات المصفوفات المبكرة على دور المحددات بدلا عن المصفوفات بشكل مستقل. ولم يظهر مفهوم المصفوفة بشكل مستقل حتى وقت حديث، في سنة 1858 مع أرثور كايلي ونظرياته حول المصفوفات.
نظرية المصفوفات هي فرع الرياضيات الذي يركز على دراسة المصفوفات. فعليا يعتبر أحد فروع الجبر الخطي, ثم نمى ليغطي موضوعات ذات علاقة بنظرية المخططات والجبر, والتوافقيات والإحصاء.
المصفوفة تمثل منظومة مستطيلة (rectangular array) من الأعداد.
في سنة 1848، ابتكر مصطلحَ المصفوفة عالمُ الرياضيات الإنجليزي جيمس جوزيف سيلفستر اسما لمجموعة مرتبة من الأعداد.
في 1855، قدم آرثر كيلي المصفوفة على أنها تمثيل لعناصر خطية. اعتبرت هذه الفترة بداية الجبر الخطي ونظرية المصفوفات.

### التطبيقات العملية للمصفوفات
المصفوفات كتطبيقات تُستخدم في مجموعة من المجالات مثل:
- الرسومات الحاسوبية: حيث تُستخدم المصفوفات في تحويلات الهندسة مثل التدوير، التحجيم، والترجمة.
- الأنظمة الخطية: تُستخدم المصفوفات لحل أنظمة المعادلات الخطية باستخدام طرق مثل الإلغاء الجاوسي.
- الفيزياء: يتم تمثيل العديد من الظواهر الفيزيائية باستخدام المصفوفات، مثل الميكانيكا الكوانتية والأنظمة الديناميكية.
- الشبكات العصبية: تُستخدم المصفوفات لتمثيل العمليات الحسابية داخل الشبكات العصبية الاصطناعية.